# Étréham
Étréham é uma comuna francesa na região administrativa da Normandia, no departamento Calvados. Estende-se por uma área de 4,21 km². Em 2010 a comuna tinha 348 habitantes (densidade: 82,7 hab./km²).